# بيتر اورلفسكي
كان بيتر أنتون أورلوفسكي (8 يوليو 1933 – 30 مايو 2010) شاعراً وممثلًا أمريكيًا . وكان الشريك القديم لآلنس غينسبرغ .

## النشأة والمهنية
وُلد أورلوفسكي في الجانب الشرقي الأدنى لمدينة نيويورك، وهو ابن كاثرين (ني شوارتين) وأوليغ أورلوفسكي، مهاجر روسي .  نشأ في فقر واضطر إلى ترك المدرسة الثانوية في نيوتاون في سنته العليا حتى يتمكن من إعالة أسرته الفقيرة. بعد العديد من وظائف غريبة، وقال انه بدأ العمل باعتباره منظم في مستشفى للأمراض العقلية الدولة كريدمور، يعرف اليوم باسم مركز للطب النفسي كريدمور .
في عام 1953 ، تم تجنيد أورلوفسكي في جيش الولايات المتحدة للحرب الكورية في سن التاسعة عشرة. أمر الأطباء النفسيون التابعون للجيش بنقله من الجهة الأمامية للعمل كطبيب في مستشفى سان فرانسيسكو. ذهب في وقت لاحق إلى جامعة كولومبيا .
التقى ألين غينسبرغ أثناء عمله كنموذج للرسام روبرت لا فيجن في سان فرانسيسكو في ديسمبر 1954. قبل لقاء جينسبرغ، لم يقم أورلوفسكي بأي محاولات متعمدة ليصبح شاعراً. 
بتشجيع جينسبيرج، بدأ أورلوفسكي الكتابة في عام 1957 بينما كان الزوجان يعيشان في باريس. سافر أورلوفسكي على نطاق واسع لعدة سنوات في جميع أنحاء الشرق الأوسط وشمال إفريقيا والهند وأوروبا، برفقة كتّاب فوز آخرين. كان أورلوفسكي عاشق غينسبرغ في علاقة مفتوحة حتى وفاة غينسبرغ في عام 1997. 
في عام 1974 ، التحق أورلوفسكي بكلية مدرسة جاك كيرواك للشاعرين غير المعاقين في معهد ناروبا في بولدر ، كولورادو ، في تدريس الشعر. في عام 1979 حصل على منحة بقيمة 10000 دولار من الصندوق الوطني للفنون لمواصلة مساعيه الإبداعية.

## الوفاة

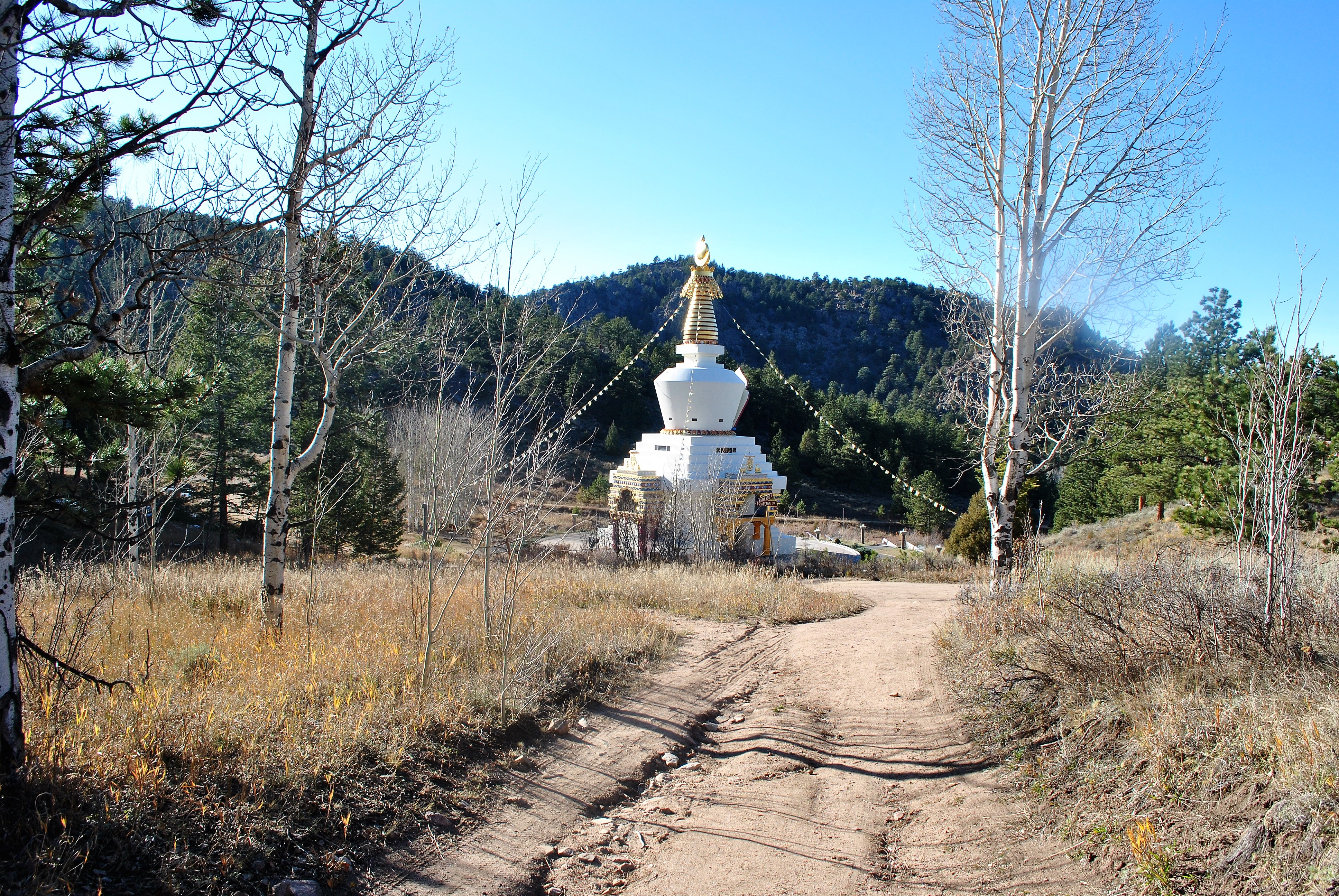
مركز جبل شامبالا ، الطريق إلى مكان دفن غينسبرغ وأورلوفسكي

في أيار / مايو 2010 ، أفاد الأصدقاء أن أورلوفسكي، الذي كان مصابًا بسرطان الرئة لعدة أشهر، نُقل من منزله في سانت جونزبري ، فيرمونت ، إلى منزل فيرمونت ريسيفيشن في ويليستون . توفي هناك يوم 30 مايو 2010 ، من مضاعفات المرض. كان في السادسة والسبعين من العمر. تم دفنه إلى جانب ثلث رماد غينسبرغ في مركز شامبالا ماونتن في منطقة ريد فيذر ليكس، كولورادو . يقول كتابه: «سوف يجر القطار قبر بلدي، ويتنفس بخار جنتيل بين الويل والمسار».

## الشعر
- عزيزي ألين، سوف تهبط السفينة في 23 يناير 58 (1971)
- Lepers Cry (1972)
- Clean Asshole Poems & Smiling Vegetable Songs (1978) (reprinted 1992)
- فرحة القلوب المستقيمة: قصائد الحب والرسائل المختارة (مع ألين غينسبرغ) (1980)
- ديك تريسي Gelber Hut und andere Gedichte (الترجمة الألمانية) (1984)

وقد ظهر عمله أيضًا في The New American Poetry 1945-1960 (1960) ، The Beatitude Anthology (1965) ، وكذلك المجلات الأدبية Yugen و Outsider . ظهر أورلوفسكي في أربعة أفلام: أندي وارهول الأريكة (1965) وفي ثلاثة أفلام من قبل المصور روبرت فرانك ، سحب ماي ديزي (1959) (فيلم مرتجل جزئياً لمدة 26 دقيقة على أساس سيناريو كيرواك) ، أنا وأخي (1969) (فيلم يوثق مرض شقيقه يوليوس أورلوفسكي العقلي) وسيست فراي! (One Hour) شريط فيديو مدته 60 دقيقة، تم تصويره مرة واحدة للتلفزيون الفرنسي في عام 1992 والذي تم نشر نصه كمجلد في سلسلة كتب هانومان.

## فيلموغرافيا
- بول ماي ديزي (1959)
- شاباكوا (1966)
- أنا وأخي (1969)
- C'est Vrai! (ساعة واحدة) (1990)